# Dangereusement à l'Est
Dangereusement à l'Est (Eastern Approaches) est un livre de souvenirs publié en 1949 par le diplomate, militaire et homme politique britannique Fitzroy Maclean. 
Maclean y raconte les épisodes les plus aventureux de sa carrière, notamment ses années de service diplomatique en URSS, pendant lesquels il a entrepris de nombreux voyages à travers le pays et l'Asie centrale, puis sa participation à la Seconde Guerre mondiale, d'abord dans le cadre de la guerre du désert dans les rangs des SAS, puis sur le front yougoslave où il a joué un rôle dans le report de l'aide britannique en faveur des Partisans de Tito.
Le livre a été publié aux États-Unis en 1950 sous le titre Escape to adventure. En France, il a été publié une première fois en 1952 sous le titre Diplomate et franc-tireur, puis réédité en 2015 sous le présent titre.